# Берзін Ян Антонович
Ян Антонович Берзін (Берзіньш-Зіємаліс) (нар. 11 жовтня 1881, Цірстенська волость, Венденський повіт, Ліфляндська губернія, нині Латвія — розстріляний 29 серпня 1938) — радянський латвійський діяч, дипломат, уповноважений Наркомату закордонних справ СРСР при РНК Української СРР. Член ЦК КП(б)У в листопаді 1927 — червні 1930 р. Кандидат у члени ЦК КП(б)У в червні 1930 — січні 1934 р. Член ЦК РСДРП(б) в січні 1910 — 1911 р., серпні 1917 — березні 1918 р. Кандидат у члени ЦК РКП(б) в березні 1918 — березні 1919 р.

## Біографія
Народився в латвійській селянській родині. Закінчив учительську семінарію. Працював сільським учителем.
Від 1902 року член Латиської соціал-демократичної робітничої партії. Член РСДРП від 1906 року.
За революційну діяльність заарештовувався царською поліцією в 1903, 1904 і в 1905—1906 роках. У 1904—1905 роках перебував на засланні в Олонецькій губернії. У 1906—1907 роках — секретар Петербурзького комітету РСДРП. Делегат Лондонського з'їзду РСДРП (1907).
У 1908—1917 роках — в еміграції: Німеччина, Швейцарія, Бельгія, Англія, Франція, США. Займався активною партійною діяльністю. У 1910—1911 роках — член ЦК РСДРП і член Закордонного бюро ЦК РСДРП. Був членом Бюро закордонних груп СДЛК, редактором газети «Biletens», секретарем закордонного комітету СДЛК, членом редакційної колегії латвійської газети «Ciņa».
З 1917 року — член ЦК Латвійської соціал-демократичної робітничої партії. Учасник Жовтневого перевороту 1917 року в Петрограді. Був вибраний до складу Всеросійських Установчих зборів по Ліфляндському округу список № 3.
У квітні — листопаді 1918 року — повноважний представник РРФСР у Швейцарії. У грудні 1918 — січні 1920 року — голова Ради соціального забезпечення і освіти Уряду Латвії.
У березні 1919 — липні 1920 року — член Виконавчого комітету Комуністичного Інтернаціоналу. У червні 1919 — червні 1920 року — секретар Виконавчого комітету Комуністичного Інтернаціоналу. У серпні 1920 — червні 1921 року — кандидат у члени Виконавчого комітету Комуністичного Інтернаціоналу.
У лютому — червні 1921 року — повноважний представник РРФСР у Фінляндії. У липні 1921 — 1924 року — заступник дипломатичного представника РРФСР-СРСР у Великій Британії. У 1924 — червні 1925 року — радник Повноважного представництва СРСР у Великій Британії.
У червні 1925 — вересні 1927 року — повноважний представник СРСР в Австрії.
У травні 1927—1929 роках — уповноважений Народного комісаріату закордонних справ СРСР при РНК Української СРР.
У 1929—1932 роках — заступник голови Комісії з видачі дипломатичних документів.
У 1932 — грудні 1937 року — керуючий Центрального архівного управління СРСР і РРФСР, редактор журналу «Красный архив».
24 грудня 1937 року заарештований органами НКВС. Розстріляний. Посмертно реабілітований.